# Wilhelm Heinsius
Wilhelm Heinsius (Lipsia, 1768 – Gera, 1817) è stato un editore tedesco.
Libraio di Lipsia, nel 1810 si trasferì a Gera. Nel 1812 pubblicò un catalogo della libreria tedesca che proseguì fino al 1894 con i discendenti.